# Шляхциц, Францишек
Францишек Шляхциц (пол. Franciszek Szlachcic; 5 февраля 1920, Явожно — 4 ноября 1990, Варшава) — польский генерал, политический и государственный деятель, член Политбюро ЦК ПОРП, в 1971 — министр внутренних дел, в 1972—1974 — член Государственного совета ПНР, в 1974—1976 — заместитель председателя Совета министров ПНР. В годы 2-й мировой войны командовал партизанской группой антинацистского сопротивления. Участник политических репрессий в Польше, сподвижник Мечислава Мочара. Куратор разведывательных органов ПНР. В первой половине 1970-х являлся вторым лицом партийно-государственной иерархии после Эдварда Герека. Претендовал на высшее руководство, но был отстранён от власти в результате внутрипартийных интриг.

## Детские увлечения
Родился в рабочей семье. Своего отца Францишек не знал, мать — Францишка Шляхциц — была портнихой, отчим — Ян Дудек — шахтёром. Окончил шесть классов начальной школы. Состоял в Союзе польских харцеров и молодёжном товариществе, связанном с ППС.
В детстве Францишек мечтал работать на шахте. Контактировал с польскими коммунистами, помогал шахтёрам-забастовщикам в строительстве баррикад. За это в одиннадцатилетнем возрасте он был задержан полицией. Несколько дней Францишек провёл в участке и очень заинтересовался полицейской службой, которая сделалась его жизненной страстью.

## Коммунист-подпольщик
В сентябре 1939, при вторжении в Польшу немецких войск, Францишек Шляхциц бежал во Львов. После вступления в город войск РККА вернулся в родные места и был угнан на принудительные работы в Германию. Сумел бежать, перебрался в Хожув. Работал извозчиком, потом перебрался в Явожно, где поступил на шахту.
В 1943 Францишек Шляхциц вступил в коммунистическую ППР. Присоединился к Гвардии Людовой (ГЛ), затем к Армии Людовой (АЛ). Командовал вооружённой подпольной группой в Бычине (район Явожно). Участвовал в боестолкновениях с оккупантами, организовывал нападения на нацистов, железнодорожные диверсии.
Вторую мировую войну Францишек Шляхциц закончил в звании капитана Народного Войска Польского.

## Офицер госбезопасности
С 1948 Францишек Шляхциц — член ПОРП. Был членом руководящих партийных органов Олькуша, Жешува, Катовице. Служил в системе Министерства общественной безопасности (МОБ), руководил повятскими и воеводскими управлениями безопасности в Хшануве, Олькуше, Кракове, Ольштыне, Жешуве, Катовице.
Францишек Шляхциц активно участвовал в подавлении антикоммунистического вооружённого подполья (Армия Крайова, Национальные вооружённые силы, Свобода и Независимость) и оппозиционных политических организаций (Польская крестьянская партия). К службе относился с энтузиазмом, лично вникал во все дела, получал информацию рядовых осведомителей, участвовал в тридцати задержаниях, был ранен в одной из перестрелок. Отмечался руководством как один из лучших функционеров госбезопасности. Впоследствии обвинялся в применении пыток к арестованным повстанцам.
В 1951 Шляхциц окончил партийную школу при ЦК ПОРП. Занимался репрессивным проведением коллективизации. Организовал в посёлке Ланьск санаторий для партийной номенклатуры с охотничьими угодьями, которыми пользовался и сам (этот объект под названием W-1 пережил смену общественно-политического строя и ныне находится в ведении канцелярии премьер-министра Польши). После перевода в воеводскую инспекцию МОБ Шляхциц просил о возвращении на оперативную работу. Откровенно объяснял своё желание «сладостью непосредственной власти».
В 1954—1956 Францишек Шляхциц обучался на курсах для офицеров госбезопасности и в военном училище в Москве. В 1960 окончил Горно-металлургическую академию в Кракове.

## Силовик ПОРП

### Генерал милиции
В 1956 в Польше произошла смена власти. Пост первого секретаря ЦК ПОРП занял Владислав Гомулка. В процессе польской десталинизации некоторые функционеры МОБ были привлечены к ответственности. Однако Францишека Шляхцица это не коснулось, он лишь перешёл из госбезопасности в гражданскую милицию.
В 1957 Шляхциц был назначен комендантом гражданской милиции Катовице. Лично отвечал за безопасность первого секретаря ЦК ПОРП Владислава Гомулки и первого секретаря ЦК КПСС Никиты Хрущёва во время визита советской делегации в Катовице в 1959.
С 1962 Францишек Шляхциц служил в центральном аппарате МВД ПНР. Занимал пост заместителя министра внутренних дел Мечислава Мочара. В 1963 получил звание генерала бригады. Курировал ключевые департаменты — по борьбе с антигосударственной деятельностью, по контролю над католической церковью, разведки, контрразведки, вскрытия корреспонденции. Сумел установить контакты в Ватикане, стараясь проникнуть в окружение Папы Римского Павла VI. С деловыми визитами посещал СССР, имел контакты с высшим советским руководством, включая Никиту Хрущёва и Леонида Брежнева.
В служебном и политическом отношении Францишек Шляхциц ориентировался на Мечислава Мочара. Состоял в группировке «Партизаны» — неформальной фракции ПОРП, стоявшей на позициях национал-коммунизма и сталинизма.
В марте 1968, во время политического кризиса, генерал Шляхциц по приказу министра Мочара координировал действия милиции и Службы безопасности (СБ) при подавлении студенческих выступлений. В его подчинении на тот момент находились начальник СБ Рышард Матеевский и главный комендант гражданской милиции Тадеуш Петшак. Взаимодействовал Шляхциц и с генералом Войцехом Ярузельским, на тот момент начальником Генерального штаба. Активно включился в развязанную властями антисемитскую кампанию.
В том же году Шляхциц участвовал в подготовке вторжения войск Варшавского договора в Чехословакию для подавления Пражской весны.

### Начальник разведки
С конца 1960-х Францишек Шляхциц изменил политическую позицию. Это было связано с его переориентацией на Эдварда Герека, в котором Шляхциц рано разглядел будущего главу ПОРП и ПНР. Отношения Шляхцица с Мочаром и Гомулкой заметно осложнились. После ухода Мочара из МВД и назначения министром Казимежа Свиталы Шляхциц был понижен в должности (несмотря на рекомендацию Мочара). Курировал органы внешней разведки Службы безопасности ПНР.
На этом посту генерал Шляхциц оценивал функционеров МВД прежде всего по критерию интеллектуальности, усиливал аналитические подразделения за счёт оперативных. Изучал международный опыт разведки, специально для этого овладев английским языком. Шляхциц старался внедрять западные управленческие методологии, привлекать на службу молодые образованные кадры, избавляясь от ветеранов еврейской национальности, бывших эмигрантов и бойцов ГЛ и АЛ. Установил связи с авторитетными деятелями международных научных кругов и разведывательного сообщества. Результатом стало снижение идеологического фактора, «технократизация» госбезопасности ПНР.
Вокруг Шляхцица сложилась группа высококвалифицированных профессионалов-разведчиков получившая название «францисканцы». Наряду с «технократическим» подходом, они отличались польским национализмом, стремлением обеспечить автономию ПНР от СССР, ПОРП от КПСС и СБ от КГБ.
Исследователи отмечали высокий профессионализм «францисканцев», ещё в конце 1960-х предсказавших объединение Германии по воле населения ГДР и падение власти ПОРП в Польше «в момент, когда СССР не сможет оказать помощь ПНР из-за собственного экономического развала».

### В декабре 1970
15 декабря 1970 генерал Шляхциц был направлен в Гданьск для подавления рабочих протестов. Роль Шляхцица в этих событиях до конца не прояснена: сам он утверждает, будто пытался удержать генерала Гжегожа Корчинского от применения оружия; другие очевидцы оценивают его роль как провоцирующую кровопролитие, подобно Зенону Клишко.
В ночь на 19 декабря Шляхциц тайно отправился в Катовице для встречи с Эдвардом Гереком. Группа партийных и силовых руководителей — Станислав Каня, Войцех Ярузельский, Эдвард Бабюх, Францишек Шляхциц — убедили Герека немедленно отстранить от власти Гомулку. Это произошло на пленуме ЦК ПОРП 20 декабря — уже после кровопролития в городах Балтийского побережья. Вместе с Гомулкой были отправлены в отставку многие другие руководители, в том числе Мочар и Свитала.

## Член Политбюро и правительства

### Политический курс
23 января 1971 новый первый секретарь ЦК ПОРП Эдвард Герек назначил Францишека Шляхцица министром внутренних дел ПНР. В тот же день Шляхциц сопровождал Герека в поездке на Щецинскую судоверфь имени Варского, где первому секретарю пришлось вести трудные переговоры с забастовочным комитетом Эдмунда Балуки. Герек остался доволен поведением Шляхцица. Высоко оценил его способности и Юрий Андропов в Москве.
На внеочередном съезде ПОРП в декабре 1971 года Францишек Шляхциц был введён в состав Политбюро и Секретариата ЦК. Курировал кадровую политику, иностранные дела, образование и науку. С марта 1972 он стал также членом Госсовета ПНР. Благоволение Герека, который относился к Шляхцицу «почти как к члену семьи», на несколько лет сделало его вторым лицом партийно-государственной иерархии (хотя Шляхциц оставил пост министра внутренних дел).
Францишек Шляхциц поддерживал курс Герека, основанный на социальном маневрировании и относительной «либерализации» режима (несмотря на то, что эта политика противоречила установкам «партизанской фракции», к которой Шляхциц не так давно принадлежал). Пропагандировал математические методы в экономике. Интенсивно развивал контакты с Западом, прежде всего ФРГ, организовывал приезды в ПНР иностранных учёных и политиков. В то же время Шляхциц настаивал на жёстком преследовании политических противников ПОРП — диссидентов, католиков, сионистов (последнее понятие трактовалось весьма расширительно). В конфиденциальных переговорах с Эгоном Баром предлагал поставить политэмиграцию из ПНР на финансовую основу (примерно по той схеме, которая применялась в отношениях ФРГ с ГДР).
В отношениях с СССР Шляхциц продолжал выступать с позиций национал-коммунизма, стараясь по возможности отстаивать суверенитет Польши. Однако он понимал, что советское руководство после не вполне удачного для себя опыта с Николае Чаушеску в Румынии, будет ужесточать контроль над странами «соцлагеря».

### Борьба за власть
Главными противниками Францишека Шляхцица в борьбе за власть являлись Мирослав Милевский, Станислав Каня, Эдвард Бабюх, Веслав Очепка, Здзислав Грудзень. Напряжённо складывались и отношения с генералом Ярузельским. Недовольство чрезмерной самостоятельностью и амбициями Шляхцица высказывал Брежнев. Сам Герек начинал опасаться Шляхцица.
Особенно острый конфликт завязался по вопросу о руководящих кадров МВД. Милевский и Каня старались оттеснить Шляхцица от контроля над силовыми структурами. Однако сторонником Шляхцица являлся генерал милиции Генрик Пентек, заместитель министра внутренних дел Станислава Ковальчика (креатура Милевского).
К началу 1974 стало неизбежным прямое столкновение. Милевский и Каня предъявляли Шляхцицу обвинения в «антисоветизме», ведомственных интригах в МВД и планах отстранения Герека с поста первого секретаря. Со своей стороны, Шляхциц выступал с критикой экономической политики Герека (прежде всего больших заимствований на Западе) и делал заявления «либерально-ревизионистского» характера — например, призывал историков смелее разоблачить догматизм.

### Отстранение
Решающую роль в противостоянии сыграл т. н. «краковский скандал». Многие руководители краковской парторганизации, в том числе первый секретарь воеводского комитета Юзеф Класа, были давними сторонниками Шляхцица. При поездках Шляхцица в Краков в 1973 году устраивались банкеты, звучали тосты за «нашего будущего первого секретаря». Последовал донос Гереку от Здзислава Грудзеня.
15 февраля 1974 состоялся пленум ЦК ПОРП. Участники подвергли Шляхцица резкой критике. Сам он, вопреки ожиданиям не выступил с самокритикой, а наоборот — повторил собственные критические высказывания по части экономической политики. Первый секретарь Герек принял решение об отстранении Шляхцица. 25 июня он был снят с поста секретаря ЦК.
11 декабря 1975, по итогам VII съезда ПОРП, Шляхциц был выведен из состава Политбюро. Первоначально Герек предоставил Шляхцицу пост вице-премьера в правительстве Петра Ярошевича, но с ограниченными полномочиями. Окончательная отставка Шляхцица состоялась в конце марта 1976.

## Отставка и кончина
С марта 1976 года Францишек Шляхциц занимал должность председателя Польского комитета стандартизации и качества. Политического значения этот статус не имел. Однако Шляхциц не оставлял надежды вернуться в большую политику.
Такого рода попытку он предпринял осенью 1980, когда в стране началось забастовочное движение Солидарности. Развернувшиеся события Шляхциц расценил как подтверждение его правоты в критике Герека. В этом плане он высказывался в беседе с начальником разведывательного управления восточногерманской Штази Маркусом Вольфом, который срочно прибыл в Польшу для ознакомления с обстановкой.
Весной 1981 Францишек Шляхциц дал показания партийной комиссии Тадеуша Грабского, определявшей «ответственных за кризис». Вину он возлагал прежде всего на Ярошевича, Бабюха и Герека. Однако в отчёте IX съезду ПОРП комиссия Грабского причислила к виновным и самого Шляхцица — за «нарушение принципов коллективного руководства».
Шляхциц не принимал реального участия в конфронтации между ПОРП и «Солидарностью». К режиму военного положения отношения не имел. Но он и не подвергся преследованиям, тогда как Герек, Ярошевич, Грудзень, Бабюх и другие члены прежнего руководства были интернированы (Грудзень в этих условиях умер от сердечного приступа).
В 1984 Францишек Шляхциц привлекался по делу Afera Żelazo и Afera Zalew — криминальных скандалах в МВД ПНР 1960—1970-х. Речь шла о присвоении чинами госбезопасности и партийными руководителями крупных денежных средств и материальных ценностей, полученных за счёт тайных заграничных операций. Эти расследования были направлены против Мирослава Милевского, которого генерал Ярузельский к тому времени решил отстранить от власти. Роль Шляхцица в аферах имела место, но не была значительной, хотя Милевский пытался возложить на него основную ответственность. В итоге Шляхциц отделался партийным выговором.
Незадолго до смерти, уже после смены общественно-политического строя Польши, Францишек Шляхциц издал мемуары Gorzki smak władzy — Горький вкус власти. В последнем интервью Шляхциц сказал, что хотел бы предоставить свои мысли и знания в распоряжение демократических властей — «чтобы они не повторяли наших ошибок».
Скончался Францишек Шляхциц в возрасте 70 лет. Похоронен на кладбище Воинские Повонзки.

## Семья и личность
Францишек Шляхциц Был женат на Брониславе Валах — сестре Станислава Валаха, партизана 1940-х, впоследствии полковника госбезопасности и милиции. Познакомился Шляхциц с будущей женой в партизанском отряде. После смерти мужа Бронислава Шляхциц-Валах длительное время жила в Варшаве. Временами делилась с журналистами воспоминаниями о своей роли как супруги крупного партийно-государственного деятеля.
Был награждён рядом орденов ПНР и СССР (полного списка, по его словам, не помнил), из которых более всего ценил Крест Грюнвальда, Крест Храбрых, Орден Красного Знамени — полученные за участие в боевых действиях.
Люди, знавшие Францишека Шляхцица, отмечали беспощадную жестокость его характера и подчёркнуто «тусклый» имидж. В то же время Шляхциц отличался развитым интеллектом, энергичной решительностью и креативным мышлением. Кумирами и образцами были для него «два Юзефа» — Сталин и Пилсудский.